# Frauen in der Informatik
Frauen in der Informatik behandelt bedeutende heutige und historische Informatikerinnen, die z. B. zur Entwicklung von Computern beigetragen haben, sowie die Situation von Frauen in der Informatik.

## Geschichte von Frauen in der Informatik
Einen wichtigen Beitrag für die Entwicklung der Informatik leistete im 19. Jahrhundert die Mathematikerin Ada Lovelace, die als erste Programmiererin in die Geschichte einging. Die Mathematikerin und Physikerin Grace Hopper setzte durch die Entwicklung des ersten Compilers (A-0) 1952 einen weiteren Meilenstein. Die folgende Grafik zeigt die Lebenszeit verschiedener wichtiger Informatikerinnen zwischen dem 19. und 21. Jahrhundert.

### 19. Jahrhundert

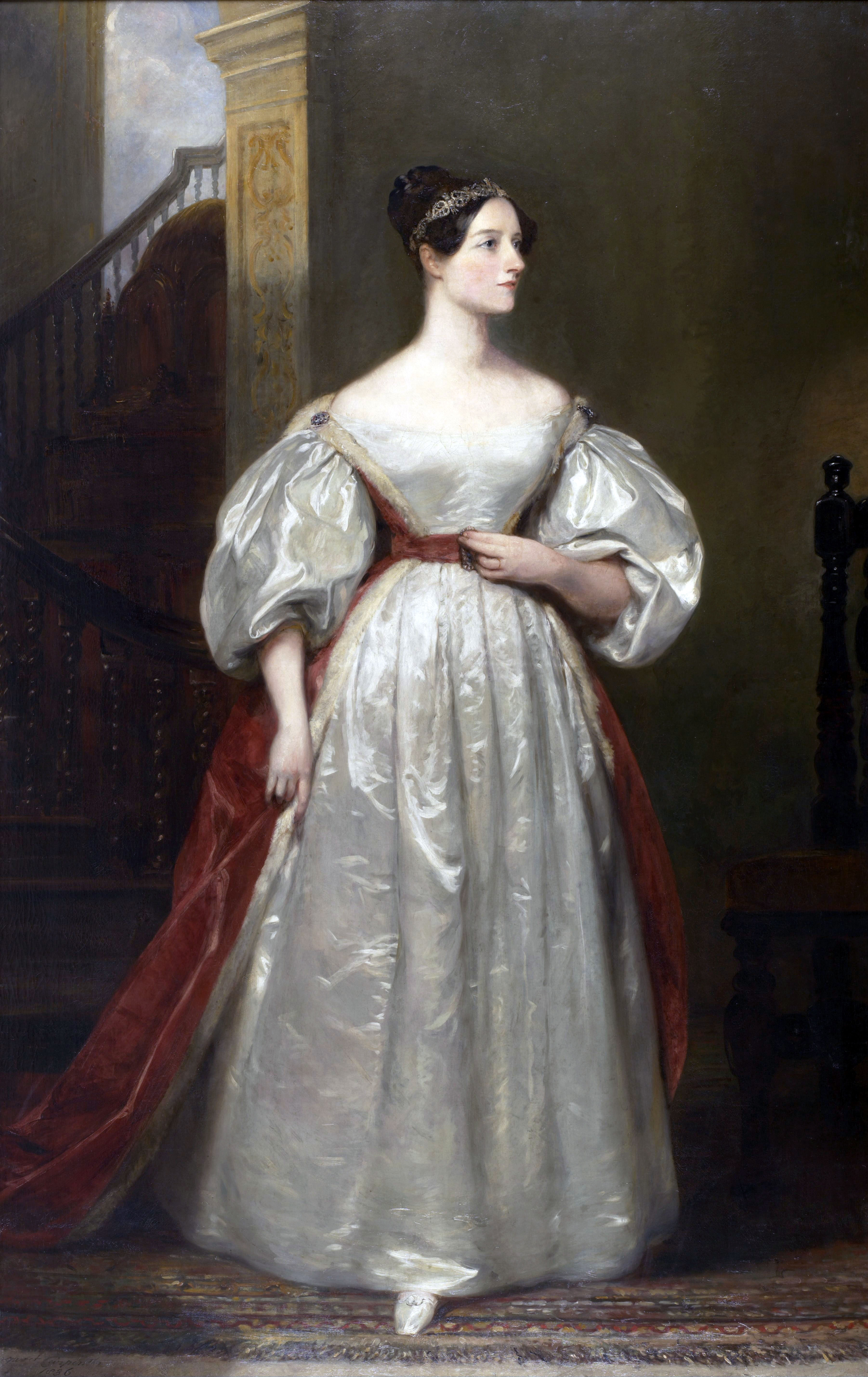
Porträt der Ada Lovelace (1815-1852) (Gemälde von Margaret Sarah Carpenter 1836)

Der Entwicklungsprozess der heute unter der Bezeichnung Informatik bekannten Wissenschaft begann mit der britischen Mathematikerin Ada Lovelace (1815–1852). 1842 entwarf sie einen Algorithmus, mit welchem Bernoulli-Zahlen mit einer Rechenmaschine (Analytical Engine) berechnet werden konnten. Deswegen gilt sie als erste Programmiererin, obwohl die Analytical Engine zu ihren Lebzeiten nie gebaut wurde. Die in den 1970er Jahren entwickelte Programmiersprache Ada ist nach Ada Lovelace benannt. Trotz der Würdigung von Ada Lovelace als erste Programmiererin sind in der Geschichte der Informatik nur vergleichsweise wenige Frauen bekannt geworden, da Frauen im 18. und 19. Jahrhundert und bis ins 20. Jahrhundert hinein der Zugang zu Bildung und Hochschulausbildung aus verschiedenen Gründen verwehrt war. Frauen wurde daher kein akademischer Titel verliehen, sie durften weder an Hochschulen unterrichten noch wissenschaftliche Arbeiten unter ihrem Namen veröffentlichen. Auch unsichtbare Barrieren, wie jene des guten Betragens, erschwerten Frauen den Zugang zu wissenschaftlichen Ressourcen wie Bibliotheken. Viele Wissenschaftlerinnen waren auf die Hilfe von Männern angewiesen, um die Zugangsbeschränkungen zu den wissenschaftlichen Ressourcen kompensieren zu können. Zu dieser Zeit war die Wissenschaft jedoch „noch nicht so weit professionalisiert“, sodass es durchaus möglich war, sich informell Wissen anzueignen. Dieser Umstand erforderte von Frauen ein großes Ausmaß an Ehrgeiz und Durchhaltevermögen, um neben den sozialen Verpflichtungen der Wissenschaft nachgehen zu können.

### 20. Jahrhundert

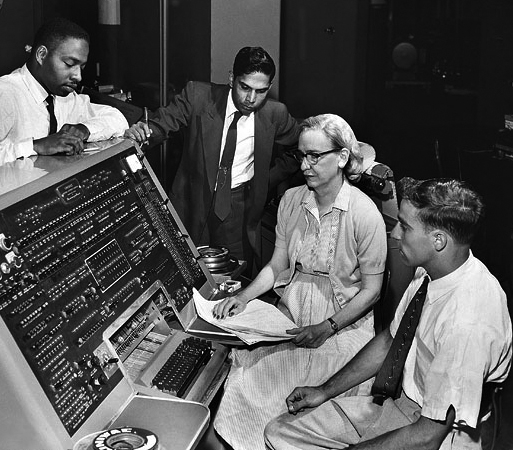
Grace Hopper an der Eingabe-Tastatur des UNIVAC I (um 1960)

Als Frühgeschichte des Computers gilt der Zeitraum von 1930 bis 1950. In dieser Phase bestand Programmieren aus einer Vielzahl von Arbeitsschritten. Vom Programmentwurf über die Codierung bis zur tatsächlichen „Umsetzung des Programmes in die Maschinensprache“ waren mehrere, zum Teil komplexe Arbeitsschritte notwendig. Auf der letzten Ebene bedeutete dies, dass Schalter in dem Programm entsprechend auf on oder off gestellt werden mussten. Mit Ausnahme der Hardwareentwicklung waren mit zahlreichen Programmier-Schritten Frauen befasst. Auch in der sog. letzten Ebene waren überwiegend Frauen tätig.
Während des Zweiten Weltkriegs war die Tätigkeit des Programmierens fast ausschließlich in der Hand von Frauen. Zu dieser Zeit und danach wurde in den USA die Softwareentwicklung als Frauenberuf angesehen. Grund dafür war nicht die Würdigung der wissenschaftlichen Arbeit von Frauen, sondern die Delegation der Programmierarbeit an Bürokräfte mit niedrigem Status. Programmieren wurde als leichte Tätigkeit angesehen und für die Entwicklung von Hardware als nicht so wichtig erachtet. Die durch den Zweiten Weltkrieg hervorgerufene Verknappung männlicher Arbeitskräfte ermöglichte Frauen die Verfolgung höher qualifizierter Tätigkeiten in Bezug auf Programmieren. In dieser Zeit war die Arbeit am Computer auf einige wenige militärische und universitäre Projekte beschränkt, die dadurch gekennzeichnet sind, dass eine stille, aber große Präsenz von Frauen gegeben war. Durch die Weiterentwicklung der Computerarbeit in den 1950ern und durch die Veränderung beruflicher Konturen wandelte sich die einstige Frauenarbeit hin zum Männerberuf.
Deutschlands Wirtschaft verzeichnete in der zweiten Hälfte der 1960er Jahre einen erhöhten Bedarf an Fachkräften in der Datenverarbeitung. Hochschulabsolventen wurden – vor ihrem eigentlichen Einstellungszweck – zu dieser Zeit beim Eintritt ins Berufsleben über längere Zeit in Datenverarbeitung ausgebildet. Dies äußerte sich nachteilig in einer hohen finanziellen Belastung für die Unternehmen sowie in einer Beschränkung des Umfangs der Ausbildungsinhalte für die künftigen Fachkräfte. Um dem entgegenzuwirken, führte Deutschland analog zu den USA den Studiengang Informatik ein. „Der Handlungsrahmen für die Vorbereitung des ‚Überregionalen Forschungsprogramms Informatik‘ kam vom ersten ‚Programm für die Förderung der Forschung und Entwicklung auf dem Gebiet der Datenverarbeitung‘, kurz dem ‚Ersten DV-Programm‘ der Bundesregierung.“
Gertrude Blanch wurde 1938 als technische Direktorin des Mathematical Tables Project eingestellt. Ihre Arbeit bildete den Grundstein für den Übergang von handgesteuerten Rechenmaschinen zur modernen Computerära. Vier Jahre später (1942) wurden Hedy Lamarr und George Antheil mit ihrer gemeinsamen Erfindung, welche dem heutigen Bereich der „wireless communication“ zugeordnet wird, bekannt.
Marlyn Meltzer begann im Jahre 1945 ihre Laufbahn in der Informatik. Aufgrund ihrer Kompetenz in Mathematik und der Bedienung von Rechenmaschinen wurde sie in das erste Team der ENIAC-Programmiererinnen aufgenommen. Obwohl 6 Frauen an der Programmierung des ENIAC maßgeblich beteiligt waren, wurden im Februar 1946 bei dessen Präsentation nur die beteiligten Männer gewürdigt. Kathy Kleiman machte die Öffentlichkeit darauf aufmerksam und erreichte so, dass im Jahre 1997 die 6 beteiligten Programmiererinnen bei einem Festakt in Silicon Valley nach über 50 Jahren ausgezeichnet wurden. Diese Programmiererinnen – Kathleen McNulty Mauchly Antonelli, Jean Bartik, Frances Elizabeth „Betty“ Holberton, Marlyn Meltzer, Frances Spence und Ruth Teitelbaum waren ab diesen Zeitpunkt als ENIAC-Frauen bekannt und wurden 1997 in die Women in Technology International (WITI) Hall of Fame aufgenommen. Kathleen Booth entwickelte 1948 die ARC Assembler Sprache für Computersysteme am Birkbeck College der University of London.
Die Mathematikerin und Physikerin Grace Hopper setzte durch die Entwicklung des ersten Compiler (A-0)1952 einen weiteren Meilenstein in der Geschichte der Informatik. 1944 wurde sie dem Navy-Computerprojekt zum Bau der Mark I – der ersten programmierbaren Großrechenanlage von Amerika – zugeteilt. In der Nachkriegszeit arbeitete sie ebenso an den Weiterentwicklungen des Mark II und Mark III mit.

Eingeklebte Motte mit dem Eintrag First actual case of bug being found („Erster tatsächlicher Fall eines aufgefundenen Bugs/Käfers“) im Logbuch des Teams von Grace Hopper (9. September 1947)

Bei Defekten führte die Suche nach den kaputten Bauteilen der Großrechenanlagen jedoch vermehrt zu Frustrationen. Am 9. September 1947 machten sich die Teammitglieder wieder einmal an die Behebung einer Fehlfunktion. Sie entdeckten dabei eine tote Motte, die sich in einem Relais verfangen hatte, entfernten sie vorsichtig und klebten sie in das Logbuch des Mark II mit der Bemerkung „First actual case of bug being found.“
Die Wurzeln der Bezeichnung bug (für einen Programmfehler) gehen jedoch auf Thomas Edison zurück, der bereits 1878 an seinen Erfinderkollegen Tivadar Puskás folgende Notiz schrieb: “The first step [in all of my inventions] is an intuition, and comes with a burst, then difficulties arise – this thing gives out and [it is] then that ‚Bugs‘ – as such little faults and difficulties are called – show themselves […].” (Übersetzt: Der erste Schritt [bei allen meinen Erfindungen] ist eine Intuition, die mit einem Knall kommt, dann entstehen Schwierigkeiten – das Ding gibt nach, und es zeigen sich ‚Bugs‘ - wie solche kleinen Fehler und Schwierigkeiten genannt werden.)
Populär wurden die Bezeichnungen bug und debugging allerdings erst durch Grace Hopper, welche im Jahr 1957 durch ihre Vorarbeiten an der Programmiersprache COBOL erneut in Erscheinung trat, wodurch sie ihren Spitznamen „Grandma COBOL“ erhielt. Sowohl sie, als auch Jean E. Sammet hatten eine leitende Tätigkeit bei der Entwicklung der Programmiersprache COBOL inne.
Jean E. Sammet publizierte 1969 mit „Programming languages: history and fundamentals“ ein Werk, welches heute als Standardwerk der Programmiersprache gilt. Darüber hinaus war sie Präsidentin der ACM (Association for Computing Machinery) von 1972 bis 1974 und somit die erste Präsidentin dieser Organisation.
Auch Adele Goldberg war als Präsidentin dieser ältesten Computerfachvereinigung der Welt im Zeitraum von 1984 bis 1986 tätig. Die US-amerikanische Forscherin war unter anderem auch Leiterin des Entwicklungsteams der Programmiersprache Smalltalk (Programmiersprache).
Zweifellos erwähnenswert sind auch die Errungenschaften von Rózsa Péter, welcher 1952 als erster Frau Ungarns der Doktortitel der Mathematik verliehen wurde. Sie erfand die „rekursive Funktion“ und legte die Grundlage der theoretischen Informatik.
Die amerikanische Informatikerin Frances E. Allen trat durch ihre Kompetenz im Bereich der Programmoptimierung und Parallelisierung in Erscheinung und wurde dadurch zur Pionierin in der Compilertechnik. 1959 arbeitete sie am damaligen Supercomputer IBM 7030 Stretch mit.
Ebenso gilt Nancy Lynch als wichtige Frau im Bereich der Informatik. Sie gilt als Expertin im Bereich Verteiltes Rechnen und verteilte Systeme. Sie promovierte 1972 im Bereich Mathematik am Massachusetts Institute of Technology und hat dort bis heute eine Professur inne. Weiters erhielt sie mehrere Preise für ihre Forschungsbeiträge:
2001: PODC Influential-Paper Award; 2006: Van Wijngaarden Award; 2007: Knuth Prize; 2007: Edsger W. Dijkstra Prize in Distributed Computing; 2010: IEEE Emanuel R. Piore Award; 2012–2013: Athena Lecturer award. Auch die Tätigkeiten von Christiane Floyd sind hervorzuheben, da sie die erste Informatikprofessorin im deutschsprachigen Raum ist und als führende Forscherin im Bereich der partizipativen Softwaregestaltung eine wichtige Position einnimmt.
Die deutsche Informatikerin Marianne Laqueur wurde als erste Computerspezialistin bekannt und war über 40 Jahre in diesem Bereich tätig.
Radia Perlman, eine Softwareentwicklerin und Netzwerktechnikerin, trat erstmals durch die Erfindung des Spanning Tree Protocol in Erscheinung. Dieser Algorithmus wurde 1990 zum IEEE 802.1D Standard erklärt. Im weiteren Verlauf ihrer Karriere brachte sie ihr Wissen in den Bereichen Netzwerkdesign und -Standardisierung ein und leistete somit einen nennenswerten Beitrag zum Fortschritt.
Corinna Cortes wurde durch die theoretischen Grundlagen im Bereich der Support Vector Machine bekannt.
In ihrer weiteren Laufbahn befasste sie sich mit Datenbanken und Suchalgorithmen, wodurch sie zum Data-Mining einen beachtlichen Teil beisteuerte.
Ute Claussen schrieb einige Arbeiten in den Bereichen der Echtzeit-Bildverarbeitung und Lichtberechnung und setzt ihre Karriere als selbstständige Unternehmerin im Bereich der Informatik bis heute fort.

### Afroamerikanische Mathematikerinnen
Die Rolle von afroamerikanischen Mathematikerinnen bei bahnbrechenden Entwicklungen und Programmierungen wurde erst zu Beginn des 21. Jahrhunderts genauer gewürdigt. Der US-amerikanische Filmbiografie "Hidden Figures (Unerkannte Heldinnen)" würdigt die Rolle von den drei afroamerikanischen Mathematikerinnen Katherine Johnson, Dorothy Vaughan und Mary Jackson, die maßgeblich am Mercury- und am Apollo-Programm der NASA beteiligt waren. Zu weiteren afroamerikanische Informatikerinnen zählt Mary Winston Jackson, die bereits ab 1951 bei der National Advisory Committee for Aeronautics (NACA), einem direkten Vorgänger der heutigen NASA tätig war.

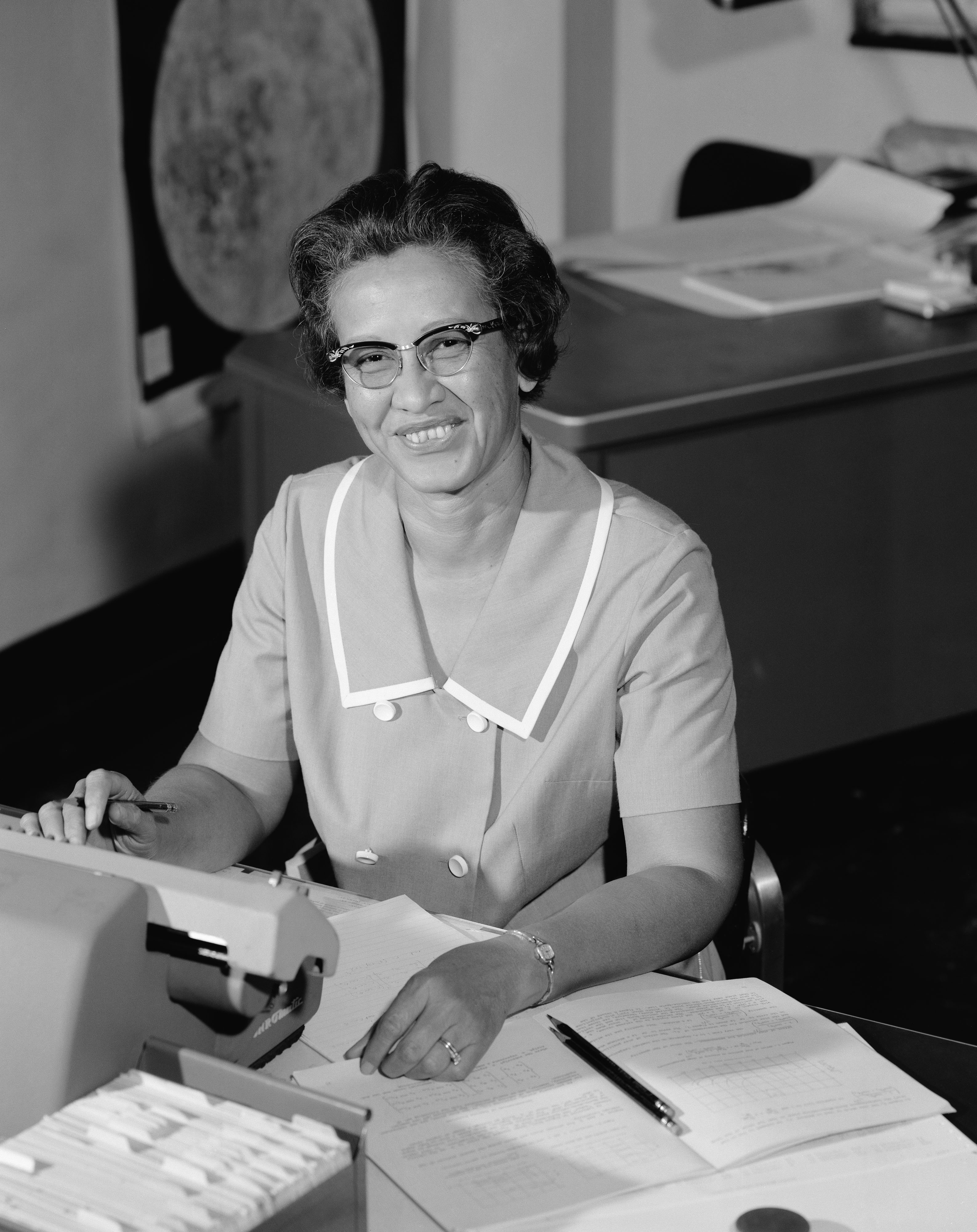
Mathematikerin Katherine Johnson, NASA, 1966

### 21. Jahrhundert

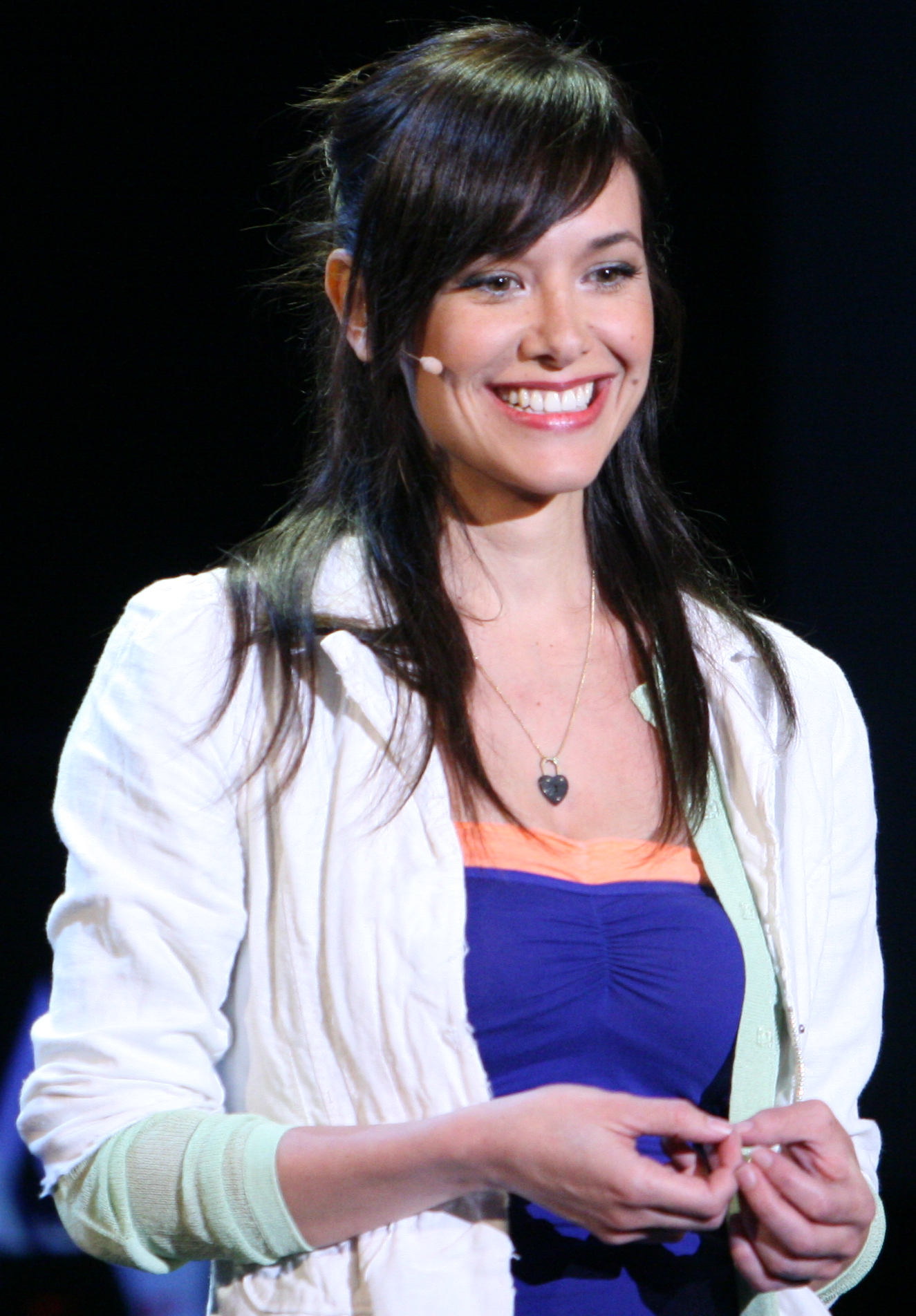
Jade Raymond auf der Electronic Entertainment Expo 2007

Jade Raymond leistet(e) erwähnenswerte Ergebnisse im Bereich der Informatik. Sie gilt als Produzentin der Reihe Assassin’s Creed, einem Spiel aus dem Action-Adventure-Genre, welches sich bereits über 80 Millionen Mal verkauft hat sowie des Spiels Tom Clancy’s Splinter Cell: Blacklist. Darüber hinaus ist sie die Gründerin der Ubisoft-Division in Toronto. Ihre neueste Produktion ist das Open-World-Action-Adventure Watch Dogs. Sie war zusätzlich verantwortlich für das Spiel Jeopardy von Sony. Weiter wird sie als Produzentin des Online-Spiels Die Sims angeführt.
Ina Wagner etablierte in Österreich einen eigenen Forschungszweig (Multidisziplinäres Systemdesign und Computer Supported Cooperative Works) und wurde für ihre Arbeit diesbezüglich 2011 mit dem Wiener Frauenpreis ausgezeichnet.
Ivona Brandic wurde im selben Jahr mit dem Wissenschaftspreis der TU Wien ausgezeichnet und bekam 2015 den Start-Preis Preis des Fonds zur Förderung der wissenschaftlichen Forschung, Österreichs wichtigster Preis für junge Forscherinnen und Forscher. Gemeinsam mit ihrem Team beschäftigte sie sich mit der Energiereduktion bei Hochleistungsrechnern. Ellen Spertus und Liz Looney wirkten 2011 an der Entwicklung der App Inventor maßgeblich mit. Mit dieser Applikation können Apps für Android-Endgeräte nach dem Baukastenprinzip erstellt werden.
Kimberley Bolton gewann als erste Frau den Microsoft Award „Apprentice of the Year“ in der „Medium Business Category“.

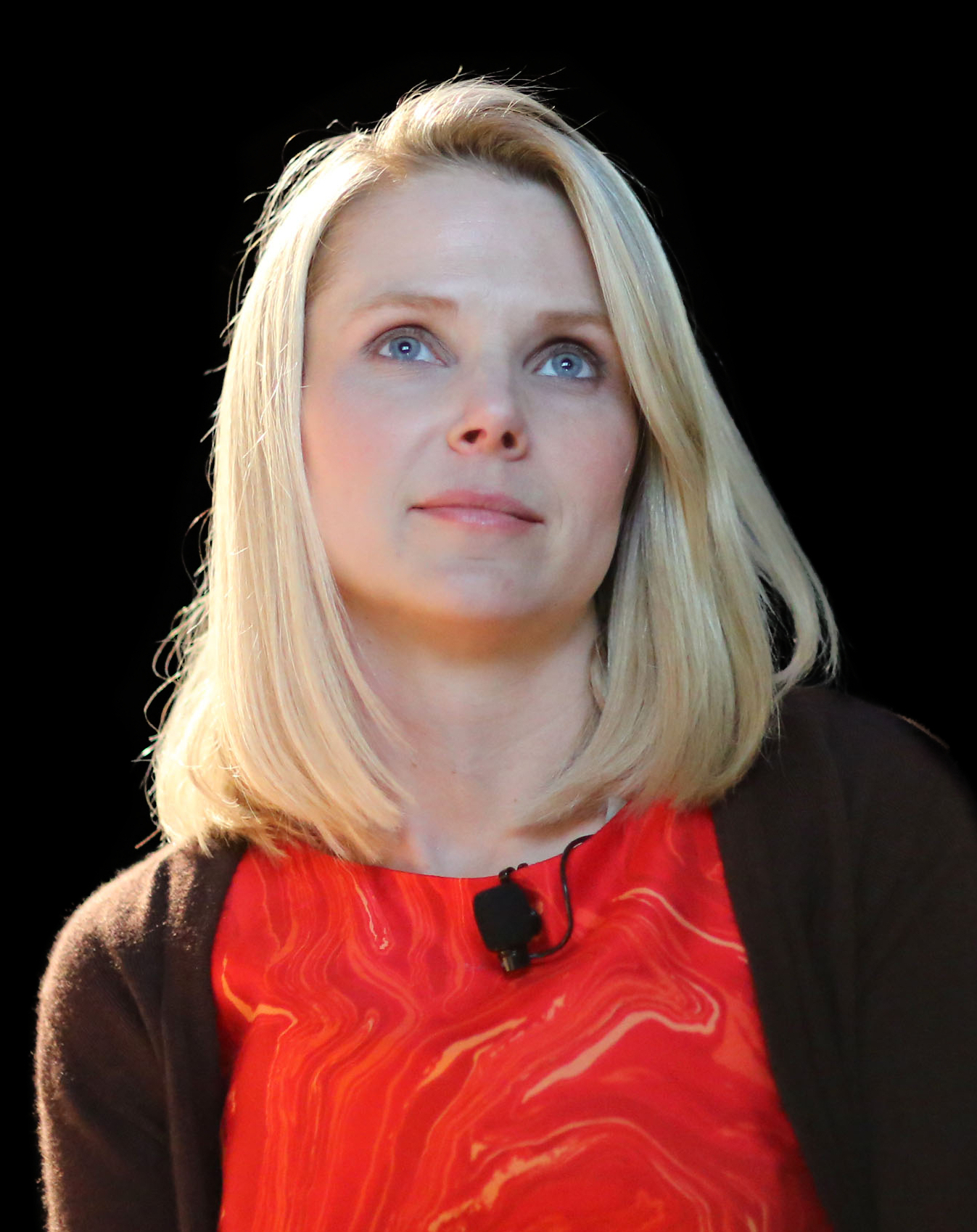
Marissa Mayer auf der Techcrunch Disrupt in San Francisco 2013

Marissa Mayer absolvierte das Bachelorstudium der Symbolic Systems sowie das Masterstudium der Informatik an der Stanford University und schloss letzteres mit Auszeichnung ab. Während sie es als erste Technikerin bei Google bis zur Vizepräsidentin schaffte (und so den Spitznamen „Googirl“ bekam), folgte 2012–2017 eine Zeit als CEO von Yahoo. Das amerikanische Wirtschaftsmagazin Fortune wählte sie 2012 auf Rang 14 der „50 Most Powerful Women In Business“ (2011: Rang 38). Ebenso findet sie Erwähnung in den „10 Tech Leaders of the Future“ von Newsweek und wurde von Business 2.0 in das „Silicon Valley Dream Team“ gewählt. Das Magazin Red Herring nannte sie eine der „15 Women to Watch“.
Ina Schieferdecker studierte Mathematische Informatik an der Humboldt-Universität zu Berlin und promovierte 1994 an der Technischen Universität Berlin zu leistungserweiterten Spezifikationen und der Analyse von Dienstqualitätseigenschaften. Von 1997 bis 2004 war sie Leiterin des Kompetenzzentrums für Testen, Interoperabilität und Performanz. Anschließend war sie Leiterin des Kompetenzzentrums für Modellierung und Testen am Fraunhofer-Institut für Offene Kommunikationssysteme (FOKUS) in Berlin. Nach weiteren Stationen in der Informatik leitet sie seit dem 1. Januar 2015 das Fraunhofer-Institut für Offene Kommunikationssysteme FOKUS gemeinsam mit Professor Manfred Hauswirth. Am 1. Januar 2016 folgte sie dem Ruf zur Professur an der TU Berlin, Fachgebiet „Quality Engineering of Open Distributed Systems“ am Institut für Telekommunikationssysteme.
Dorothea Wagner ist eine deutsche Informatikerin und Hochschullehrerin am Karlsruher Institut für Technologie. Von 2007 bis 2014 war sie Vizepräsidentin der Deutschen Forschungsgemeinschaft. Seit dem 1. Februar 2020 ist sie Vorsitzende des deutschen Wissenschaftsrates. 2019 wurde sie mit der Konrad-Zuse-Medaille für Verdienste um die Informatik ausgezeichnet.
Christine Regitz ist eine deutsche IT-Spezialistin, Softwareentwicklerin, Aufsichtsrätin und Präsidentin der Gesellschaft für Informatik.

## Frauenanteil im Bereich der Informatik
Der Anteil von Frauen in Berufen der Informatik hat sich im Lauf der Geschichte verändert. Wie viele andere technische Bereiche ist die Informatik gegenwärtig sowohl wissenschaftlich als auch wirtschaftlich häufig von Männern dominiert. Generell ist beim Frauenanteil in der Informatik festzuhalten, dass dieser je nach Land in seiner Höhe recht unterschiedlich ist. Beispielsweise lag die Frauenquote im Informatikstudium in Belgien 2012 bei 6,44 %, in Österreich bei 15,01 % und in Bulgarien bei 39,03 %.
Allen Bemühungen zum Trotz kann in Deutschland beobachtet werden, dass der Frauenanteil an der Zahl der neu abgeschlossenen Ausbildungsverträge in Informatikberufen von einst 14 % im Jahr 1997 auf nunmehr 7,5 % im Jahr 2012 stetig gefallen ist. „[I]m Vergleich mit den romanischen, slawischen und anderen europäischen Ländern ist die Teilnahme der Frauen in deutschsprachigen Ländern, den Niederlanden, aber auch in skandinavischen Ländern und Großbritannien extrem niedrig.“ Viele westliche Länder verzeichnen seit 1970 einen Rückgang an Frauen in der Informatik von über 50 %.
Vor allem im Bereich einer unternehmerischen Selbstständigkeit im Informatikbereich, also bei Firmengründungen, zeigt sich ungenutztes weibliches Potenzial: Laut dem deutschen Start-up Monitor sind zehn Prozent aller Startup-Gründer weiblich, bei den Hightech-Gründungen liegt der Frauenanteil mit 13 % noch 10 Prozent niedriger als der Frauenanteil an allen Firmengründungen. Auch starten Frauengründungen im Hightech-Sektor kleiner, zeigen weniger Innovation als neue Firmen von Männern und wachsen langsamer.
In Führungspositionen ist generell in der Bundesrepublik eine geringe Frauenquote festzustellen, ebenso im Bereich der technischen Berufe. Derzeit beträgt hier der Anteil an weiblichen Akademikern im Bereich der MINT-Fächer nur 20 %. (Stand: 5. November 2014) Dieser Prozentsatz gilt ebenso für den Bereich Informatik. Zwar schrieben sich 2014 an deutschen Universitäten um 5,6 % mehr Frauen für ein Informatikstudium ein als 2013, doch der Frauenanteil lag damit trotzdem erst bei einem guten Fünftel.
„Es ist interessant zu bemerken, dass viele von den sogenannten industriell entwickelten Ländern bezüglich der Geschlechterverhältnisse verhältnismäßig ‚unterentwickelt‘ sind, wenn es um die Aufnahme der Frauen in diesen ‚harten‘ und einflussreichen Fächern geht. Eine bemerkenswerte Beobachtung ist außerdem, dass der Frauenanteil in Naturwissenschaft und Technik innerhalb von Europa in den ehemaligen sozialistischen und romanischen Ländern höher ist als in den angelsächsischen, skandinavischen und deutschsprachigen Ländern. Innerhalb von Europa sind die Türkei, Spanien und Portugal in Bezug auf die Aufnahme der Frauen in Naturwissenschaft und Technik auf allen Stufen der Karriereleiter insgesamt führend.“
„In Kuweit sind nahezu 50 % aller Studierenden der Informatik weiblich, in Mathematik und Informatik zusammen waren es 1993 sogar über 72 %. In Saudi-Arabien, den Vereinigten Arabischen Emiraten, Jordanien und Libanon stellen Frauen an technisch orientierten höheren Schulen die Majorität. Auch in Iran und der Türkei ist die weibliche Beteiligung in technischen und Informatik-Studiengängen auf allen akademischen Stufen im Vergleich zu nordwestlichen Industrieländern und Japan vergleichsweise hoch.“

### Frauenquote im Informatikstudium in ausgewählten Ländern (2003 und 2012)
Folgende Tabelle gibt an, wie sich in ausgewählten Ländern der Frauenanteil von 2003 bis 2012 entwickelt hat. Es werden nur jene Länder dargestellt, bei denen für beide Jahreszahlen entsprechende Werte vorliegen. Folgendes Spezifikum wurde zugrunde gelegt:
Erste Phase des Tertiärbereichs. Programme, die theorieorientiert beziehungsweise forschungsvorbereitend sind oder Zugang zu Berufen mit sehr hohen Qualifikationsanforderungen bieten (erster Hochschulabschluss der Stufe 5 A).
| Geographisches Gebiet         | Frauenanteil 2003 | Frauenanteil 2012 | Relativer Frauen- anteil 2012 zu 2003 |
| ----------------------------- | ----------------- | ----------------- | ------------------------------------- |
| Belgien                       | 8,88 %            | 6,44 %            | 72,50 %                               |
| Bulgarien                     | 48,71 %           | 39,03 %           | 80,13 %                               |
| Deutschland                   | 15,09 %           | 17,05 %           | 113,01 %                              |
| Estland                       | 27,22 %           | 22,32 %           | 81,99 %                               |
| Europäische Union (27 Länder) | 22,73 %           | 16,79 %           | 73,86 %                               |
| Europäische Union (28 Länder) | 22,75 %           | 16,83 %           | 73,96 %                               |
| Euroraum (17 Länder)          | 21,52 %           | 16,71 %           | 77,65 %                               |
| Euroraum (18 Länder)          | 21,58 %           | 16,72 %           | 77,46 %                               |
| Finnland                      | 42,38 %           | 22,79 %           | 53,78 %                               |
| Lettland                      | 25,88 %           | 17,66 %           | 68,24 %                               |
| Litauen                       | 34,01 %           | 18,73 %           | 55,08 %                               |
| Malta                         | 6,67 %            | 37,36 %           | 560,44 %                              |
| Niederlande                   | 14,69 %           | 13,29 %           | 90,49 %                               |
| Norwegen                      | 20,23 %           | 13,26 %           | 65,56 %                               |
| Österreich                    | 9,47 %            | 15,01 %           | 158,59 %                              |
| Polen                         | 17,62 %           | 10,96 %           | 62,21 %                               |
| Portugal                      | 36,05 %           | 20,09 %           | 55,72 %                               |
| Schweiz                       | 6,38 %            | 6,44 %            | 100,96 %                              |
| Slowenien                     | 4,92 %            | 13,35 %           | 271,39 %                              |
| Spanien                       | 21,93 %           | 15,87 %           | 72,38 %                               |
| Türkei                        | 24,68 %           | 29,42 %           | 119,20 %                              |
| Tschechische Republik         | 15,16 %           | 11,30 %           | 74,50 %                               |
| Ungarn                        | 21,58 %           | 16,80 %           | 77,87 %                               |

Quelle: Eurostat
Auch in der Schweiz ist das Problem des langfristig bedrohlichen Mangels an qualifizierten Nachwuchskräften in der Informatik bewusst. Dass die Frauenquote in der Schweiz in diesem Bereich nur rund 20 % beträgt, veranschaulicht, dass es sich hierbei um ein Problem handelt, welches nicht nur Deutschland betrifft. Weitere Daten belegen, dass trotz bisheriger Anstrengung die Frauenquote in der gesamten EU sowie in Brasilien, Indien, Indonesien, Korea, Südafrika und in den Vereinigten Staaten in den Studiengängen des Bereichs Informatik (sowie im Bereich der Ingenieurwissenschaften und der Physik) unter 30 % liegt.
Der Ansatz, dass nachhaltige Veränderungen durch ein Einwirken auf die Frauen erreicht werden könne („fixing the women“), hat sich als unrichtig erwiesen; verändern müssen sich die Organisationen und Institutionen („fixing the organisation“).

## Gründe für geringen Frauenanteil in der Informatik
Frauen sind in den westlichen Ländern bisher in MINT-Fächern, besonders der Informatik, unterrepräsentiert, obwohl Studien darauf hinweisen, dass Frauen und Männer dieselbe Eignung für Mathematik und Naturwissenschaften haben. Die Annahme, dass Frauen sich grundsätzlich wenig für Computer und Technik interessieren, ist nicht zutreffend. Im Folgenden sind verschiedene in der Wissenschaft genannte mögliche Gründe für eine Unterrepräsentation gelistet. Es handelt sich dabei um kulturelle, strukturelle, sowie psychologische Gründe.

### Konstruktion der Informatik als ein „männliches Fach“ und geringe gefühlte Ähnlichkeit mit Prototyp
Für Personen in akademischen Feldern (so wie für alle sozialen Gruppen) haben Menschen im Allgemeinen ein ideales Gruppenmitglied im Kopf. Also einen Prototyp, der die Eigenschaften und Attribute der Gruppe verkörpert. Wie groß man den Überlapp zwischen sich selbst und diesem Prototyp einschätzt, geht mit einer positiven Einstellung zum akademischen Feld und Interesse in diesem Bereich einher, selbst dann, wenn die gemeinsamen oder unterschiedlichen Eigenschaften gar nichts mit dem Feld an sich zu tun haben und auch dann, wenn auf andere Faktoren, wie z. B. Erfolgserwartung kontrolliert wird. Das Bild von Programmierern wird häufig mit dem Bild von männlichen Nerds stigmatisiert. Viele Frauen und junge Mädchen wollen damit nicht in Verbindung gebracht werden. Das negative Image kann daher zur Folge haben, dass Frauen – trotz grundsätzlichen Interesses – diese Berufssparte nicht anstreben.
Die frühe kindliche Sozialisation und die stereotypen Geschlechterrollen von Mann und Frau sind weitere Gründe für den geringen Frauenanteil in der Informatik. Da sich bei Männern die Entscheidung für ein Informatikstudium oft aus der Biografie ableitet, kommen sie weit weniger als Frauen in die Situation, ihre Wahl begründen zu müssen. Frauen dagegen machen oft Zufälle dafür verantwortlich, dass sie Informatik studiert haben, oder sie gelangen über Umwege, nicht selten erst im Erwachsenenalter in diesen Bereich. Auch das Festhalten an traditionellen Rollenmustern kann als Grund dafür genannt werden, warum Schülerinnen seltener nach diesem Berufswunsch streben als beispielsweise nach einem im sozialen oder medizinischen Bereich. Dadurch entsteht gleichzeitig das Problem, der fehlenden weiblichen Vorbilder.

### Weitere gesellschaftlich vorherrschende Vorurteile gegenüber der Informatik
Ein Papier des Massachusetts Institute of Technology (MIT) hält 1991 fest, dass Frauen eine verzerrte Wahrnehmung, beziehungsweise Vorurteile, gegenüber der Informatik haben. Z.B. Die Konstruktion der Informatik als ein antisoziales Fach, die Angst, aufgrund mangelnder finanzieller Mittel (Anschaffung eines neuen Computers) Informatik nicht studieren zu können und das Fehlen von speziellen Vorkenntnissen.
- Das vorherrschende Berufsbild, nach dem Informatiker den ganzen Tag Computerprogramme schreiben oder immer vor dem Computer sitzen und mit Menschen kaum kommunizieren, erzeugt falsche Erwartungen. Nach der FH Zwickau schreiben Informatikerinnen und Informatiker Computerprogramme, müssen aber auch Projekte organisieren, Ergebnisse präsentieren, Lösungen testen, Kunden beraten oder herausfinden, welche Anforderungen diese haben. Um als Informatikerin erfolgreich zu sein, sei gute soziale Interaktion mit Projektbeteiligten, Kunden und in der Gruppe wichtig. Daher seien Gruppenarbeiten in den meisten Studienprogrammen enthalten.[57] 1967 zitiert Cosmopolitan eine Programmiererin der Los Angeles Bank mit ihrer Aussage zum Wandel der eigenen Einschätzung: „‚I had this idea I’d be standing at a big machine and pressing buttons all day long,‘ says a girl who programs for a Los Angeles bank. ‚I couldn’t have been further off the track. I figure out how the computer can solve a problem, and then instruct the machine to do it.‘“ -Ich hatte die Vorstellung, dass ich den ganzen Tag an einer großen Maschine stehen und Knöpfe drücken würde, sagt ein Mädchen, das für eine Bank in Los Angeles programmiert. Damit lag ich völlig daneben. Ich überlege, wie der Computer ein Problem lösen kann, und weise dann die Maschine an, es zu tun.[66]
- Frauen denken außerdem tendenziell häufiger, dass sie nicht genug spezielle Vorkenntnisse hätten. Tatsächlich werden in Studienprogrammen Grundkenntnissen vermittelt, um die Einstiegsbarriere möglichst gering zu halten. Nach der FH Zwickau beispielsweise sei es „für ein Informatikstudium [...] keinesfalls notwendig, schon Programmiersprachen zu beherrschen (ebenso wenig wie man für ein Jura-Studium schon Gesetzestexte kennen muss).“ Neben Mathematik- und Englischkenntnissen seien für das Studium vor allem Beharrlichkeit, Konzentration, eine kreative Ader sowie Kommunikationsfähigkeit wichtig.[57]
- Um einen anfänglich hohen finanziellen Aufwand zu verhindern, bieten manche Universitäten die Möglichkeit, Laptops auszuleihen.
- Weiterhin gibt es das Vorurteil, dass Familie und Beruf in der Informatik unvereinbar seien. Auch dies sei nicht überdurchschnittlich der Fall.[57]

### Zugehörigkeitsgefühl
Menschen werden im Allgemeinen stark durch das Bedürfnis motiviert, soziale Bindungen aufzubauen und sich anderen zugehörig zu fühlen. Personen, die stärker das Gefühl haben, zu einem akademischen Feld dazuzugehören, sowie dort hinzugehören, (hier abgekürzt mit Zugehörigkeitsgefühl), erzielen in der Regel bessere akademische Ergebnisse, fühlen sich akademisch kompetenter und haben ein positiveres Selbstwertgefühl. Ein niedrigeres Zugehörigkeitsgefühl geht mit niedrigeren Absichten einher, dem Feld beizutreten und in ihm zu bleiben.  Mögliche Gründe für ein geringeres Zugehörigkeitsgefühl von Frauen in MINT sind:
- Negative Stereotype über die Fähigkeiten von Frauen und Mädchen im MINT-Bereich und ein dadurch ausgelöstes Gefühl, nicht dort hinzugehören.[67]
- Eine geringe gefühlte Ähnlichkeit mit dem Proto- bzw. Stereotyp eines Informatikers und ein dadurch ausgelöstes Gefühl, nicht dazuzugehören. Es ist eine generelle menschliche Eigenschaft, Personen zu meiden, die einem unähnlich sind, was im Fall von Frauen in einer männerdominierten Informatik in beide Richtungen geht. Ein Hauptfaktor für ein Zugehörigkeitsgefühl ist nach wissenschaftlichen Ergebnissen die soziale Akzeptanz durch Kolleginnen, Kollegen und Lehrkräfte.[68][67]

### Soziale Identitätsbedrohung
Für Frauen geht eine männerdominierte Sparte mit einer erhöhten Wahrscheinlichkeit für verschiedene Probleme einher:
- Diskriminierung
- Sexuelle Belästigung
- Matilda-Effekt: Frauen wird oft weniger zugetraut und es erfordert überdurchschnittlicher Einsatz gegenüber den männlichen Kollegen um gleiche Akzeptanz zu erlangen.
- Stereotype Threat: Wenn bezüglich des Felds negative Stereotype über die Gruppe vorhanden sind, der man angehört, kann der Stress, die negativen Stereotype widerlegen zu müssen bzw. nicht bestätigen zu dürfen, verbunden mit einem Verantwortungsgefühl für die ganze Gruppe und einhergehenden Effekten von Besorgnis, Pessimismus und Ablenkung eine negative Auswirkung auf die Leistung haben.[69][70][71][72]

### Externe Entmutigung und geringere Erfolgserwartung
Die Selbstwirksamkeitserwartung der Mädchen wird durch die familiäre Sozialisation oft nicht so stark ausgeprägt, dass sie sich eine selbstständige Tätigkeit im Bereich Informatik zutrauen. Ein Grund dafür, dass sich Frauen weniger oft für eine Karriere in der IT-Branche entscheiden, könnte also in der frühkindlichen Erziehung von Mädchen liegen. Untersuchungen haben gezeigt, dass Mädchen im Vergleich zu Jungen oft mehr Angst vor Fehlern haben, was in der IT abschreckend wirkt, da Fehler kontinuierlich zum Prozess gehören. Diese Unterschiede in der Selbstwahrnehmung könnten dazu führen, dass Frauen weniger geneigt sind, sich für IT-bezogene Berufe zu entscheiden. Der Lösungsansatz hierfür wird in der frühkindlichen Förderung von IT-Kenntnissen bereits in Kindergartenalter gesehen.

### Qualität des Studiums
Ein weiterer Grund für eine niedrige Frauenquote in der Informatik ist die hohe Studienabbruchquote von Frauen. Während Frauen ein MINT-Studium generell seltener abbrechen als Männer (etwa in den Ingenieurwissenschaften) oder etwa gleich häufig (etwa in Mathematik oder den Naturwissenschaften), haben die Frauen in Informatik eine viel höhere Abbruchquote. Zwar sind die Gründe hierfür nicht bekannt, jedoch liegt ein Zusammenhang damit nahe, dass Frauen in dieser Fächergruppe die Qualität des Studiums deutlich schlechter beurteilen als Männer. Maßnahmen zur Reduzierung der Abbruchquoten sind daher dringend erforderlich. Hierunter fallen strukturelle Studiengangsreformen, die den Paradigmenwechsel „from teaching to learning“ – „vom Lehren zum Lernen“ – vollziehen.

## Image der Informatikbranche
Obwohl sich die IT-Berufe als sehr facettenreich darstellen, haben sie ein schlechtes Image im Vergleich zu gleichwertigen Ausbildungen. Die Anerkennung dieser Berufe innerhalb der Gesellschaft ist deutlich niedriger. Nach wie vor stellt man sich eine EDV-Spezialistin als Einzelkämpferin & Freak hinter ihrem Computer vor. Es gelingt Unternehmen und Organisationen nur langsam, das Image dieser Branche zu verbessern. Eine 2011/2012 durchgeführte empirische Studie kam zwar zu dem Ergebnis, dass „das tradierte Berufsbild des männlichen Informatikers aufgeweicht wird“, jedoch lässt sich dies wegen der geringen Datenbasis (15 Interviews mit Schülerinnen im Alter von 13 bis 15 Jahren) kaum verallgemeinern.

## Berufsaussichten
Durch den raschen Fortschritt in der technischen Entwicklung gewinnen programmierbare Geräte einen immer höheren Stellenwert in unserem Alltag. Eine Vielzahl von Aufgaben wird bereits von ihnen übernommen. Durch diese Tatsache steigt die Nachfrage an Entwicklerinnen. Trotz beachtlicher Verdienstmöglichkeiten sind Informatik-Spezialistinnen am Arbeitsmarkt schwer zu finden. Viele Informatikerinnen werden bereits während ihres Praxissemesters von Firmen umworben. Die meisten Informatikunternehmen klagen seit Jahren, dass zu wenige Fachkräfte im Informatikbereich verfügbar seien. Alleine in Deutschland sind daher seit Jahren rund 40000 Stellen in dieser Branche vakant. Firmen sind daher oft bestrebt, durch Teilzeitmodelle und Heimarbeit einen Beruf anzubieten, welcher familiengerecht ist. Solche Veränderungen in der Arbeits- und Unternehmenskultur, die eine entsprechende Beförderungspraxis umfassen, sind notwendig, um diese Berufsfelder für Frauen attraktiv zu machen.

## Aktuelle Beiträge von Frauen in der Informatik (Stand April 2015)
Die International Business Machines Corporation (IBM), eines der weltweit führenden Unternehmen für Hardware, Software und Dienstleistungen im Informatikbereich hat seit Mai 2011 eine weibliche Vorsitzende der Geschäftsführung der IBM Deutschland. Martina Koederitz startete ihre Karriere bereits 1987 bei IBM als Systemberaterin, heute trägt sie die Verantwortung als General Manager für IBM Deutschland, Österreich und Schweiz.
Die deutsche Informatikerin Constanze Kurz, Sprecherin des Chaos Computer Clubs, behandelte in ihrer Dissertation das Thema Wahlcomputer. Im Jahr 2011 wurde Constanze Kurz von der Wochenzeitung Computerwoche auf Platz 38 der „bedeutendsten Persönlichkeiten in der deutschen IT“ gewählt.
Die britische Informatikerin Wendy Hall war zwischen 2008 und 2010 Präsidentin der Association for Computing Machinery (ACM). Bemerkenswert ist, dass sie die erste Frau an der Spitze der ACM war. Neben ihrer Tätigkeit als Professorin für Informatik an der University of Southampton ist sie eine führende Forscherin im Bereich Multimedia und Internet.
Jennifer Widom unterrichtet als Professorin an der Stanford University und forscht intensiv im Bereich der Datenbanken. Als Informatikerin erhielt sie bereits zahlreiche Auszeichnungen, unter anderem Guggenheim Fellowship Award und VLDB2000 10-Year Paper Award.
Als Entwicklerin der Avatare kann sich Nadia Magnenat-Thalmann bezeichnen. Sie ist Direktorin des Institute for Media Innovation (IMI) in Singapur an der Nanyang Technological University. Die Forscherin arbeitet verstärkt im Bereich der Computeranimation und ist Gründerin sowie Leiterin des MIRALab.
Mira Murati ist die CTO (Chief Technology Officer) bei OpenAI und für KI-Programmierung wie das Projekt ChatGPT verantwortlich. Die Amerikanerin mit albanischen Wurzeln absolvierte  am Dartmouth College einen Bachelor of Engineering in Maschinenbau und war ebenso an der Entwicklung des Tesla Model X beteiligt.

## Aktuelle Organisationen und Projekte zur Erhöhung der Frauenquote (Stand April 2015)

### Deutschland
2002 hatte die Bund-Länder-Kommission für Bildungsplanung und Forschungsförderung eine Förderung der Frauenanteile in den ingenieur- und naturwissenschaftlichen Studiengängen empfohlen und hierfür vor allem Studienreformen angemahnt; diese sollten durch Maßnahmen für Schülerinnen und Hilfen beim Berufseinstieg lediglich ergänzt werden. Eine Bilanzierung der umgesetzten Maßnahmen 2011 zeigte jedoch, dass nur 17 % der Aktivitäten auf die Studienreformen an den Hochschulen abzielen; die große Mehrheit der Angebote richtet sich an Schülerinnen. Evaluierungen ergaben, dass diese schulbezogenen Maßnahmen zwar von der Zielgruppe gut angenommen und positiv bewertet werden, längerfristige Wirkungen sich nicht belegen lassen. Der stagnierende Anteil an Studentinnen lässt vermuten, dass die schulbezogenen Initiativen nicht zu den erhofften Verhaltensänderungen führen. Daher sind strukturelle Veränderungen in den Studiengängen weiterhin dringend notwendig.
Aber auch im Schulbereich sind Strukturreformen vielversprechender als Einzelmaßnahmen:

„Mädchen – und auch Jungen – ergreifen eher dann typisch männliche Berufe, wenn ihre mathematische Kompetenz höher ist als ihre Lesekompetenz. Das haben wir in Studien herausgefunden. In der Praxis bedeutet das also: Wenn die Schulen es schaffen, Mädchen für Fächer wie Mathe und Physik zu erwärmen, ist schon mal ein Schritt in die richtige Richtung getan. Und ein zweiter Aspekt, der eher die Jungs betrifft: Wenn die Lohnlücke zwischen typisch männlichen und typisch weiblichen Berufen nicht so weit aufklaffen würde, könnten sich mehr Männer mit dem Gedanken anfreunden, in einem ursprünglich frauendominierten Beruf zu arbeiten – im Kindergarten oder im Altenheim zum Beispiel. Allerdings zeigt die Forschung auch, dass dies die Geschlechterunterschiede bei der Berufswahl nur marginal verändern würde.“

Die Gesellschaft für Informatik e. V. entwickelte für Frauen die Initiative „Girls go Informatik: Der Link in Deine Zukunft!“. Der Girls’ Day – Mädchen-Zukunftstag ist ein jährlicher Aktionstag, welcher zur Berufsorientierung für Mädchen ab der fünften Klasse im technischen und naturwissenschaftlichen Bereich dient. Ein weiteres überregionales Programm ist „FrITZI – Forum zu Fragen der Informationsgesellschaft, Technologie, Zukunfts- und Informatikberufen“.
Das Bundesministerium für Bildung und Forschung und Partnern zur Gewinnung junger Frauen für MINT-Berufe bietet die Initiative „Komm mach MINT“ an. Mit Unterstützung von über 100 Partnern wird in Angeboten wie Kinderunis, Schnuppertagen oder Campus-Touren versucht, die ingenieur- und naturwissenschaftlichen Berufe realistisch darzustellen und gleichzeitig ihre attraktiven Seiten zu zeigen; an den Partnerhochschulen wurden Maßnahmen zur Reform von Studieninhalten, Lehr- und Lernformen der MINT-Studiengänge eingeleitet, um deren Attraktivität zu steigern. Ein weiteres Programm ist CyberMentor, hier wird der Kontakt zwischen einer Schülerin und einer fortgeschrittenen MINT-Studentin oder einer bereits im MINT-Bereich tätigen Frau für den berufsbezogenen, aber auch persönlichen Austausch über ein ganzes Jahr hergestellt.
Das „Netzwerk FIT“ – Frauen, Innovation, Technik Baden-Württemberg sowie „idee- it“, ein Bundesausbildungsprojekt für Mädchen und junge Frauen in Informatik- und Medienberufen sind zwei weitere Projekte zur Erhöhung der Frauenquote. Die Universität Bremen bietet ein internationales Sommerstudium für Frauen in der Informatik (Informatica feminale). Die EWE-Stiftung schreibt jährlich den Helene-Lange-Preis für Nachwuchswissenschaftlerinnen zum Thema "Frauen in der digitalen Welt" aus.
Die Europäische Akademie für Frauen in Politik und Wirtschaft Berlin gründete 2001 gemeinsam mit der Technischen Universität Berlin das Netzwerk „Femtec“. Das Angebot richten sich an junge Menschen am Übergang zwischen Schule und Studium, an Studentinnen und Absolventinnen und an die weiblichen Führungskräfte der Zukunft.
Einzelne Hochschulen haben eigene Programme aufgelegt, um Mädchen im Sekundarschulalter für die Naturwissenschaften zu interessieren, etwa die Technische Universität München. Manch deutsche Universität hat einen Maßnahmenkatalog entwickelt, um die Frauenquote im Studium der Informatik zu erhöhen. Die HTW Berlin konzipierte einen Studiengang nur für Frauen: Seit 2009 gibt es dort den Frauenstudiengang Informatik und Wirtschaft. Die Bilanz nach fünf Jahren ist positiv. Die Universität Hamburg versucht mit dem Ansatz „Two-Way-Street“ die Koppelung von Geschlechterforschung in den Sozialwissenschaften mit technischen Disziplinen.
Deutschlandweit ist eine positive Entwicklung zu erkennen. Von 2010 zu 2021 hat sich die Anzahl der Informatikstudenten bei den männlichen Studenten von 60.636 auf 112.178 verdoppelt, bei den weiblichen Studenten jedoch von 8.923 auf 26.214 quasi verdreifacht.

### Österreich
In Österreich stehen die überregionalen Programme „FIT – Frauen in die Technik“ der Johannes Kepler Universität Linz und der Girls’ Day zur Verfügung. Der Girls’ Day bietet Angebote für verschiedene Zielgruppen:
Abhängig von Alter der Teilnehmerinnen gibt es den Girls’ Day, ein exklusives Angebot für die Zielgruppe „Mädchen der 3. und 4. Klassen der Hauptschulen, Neuen Mittelschulen und Allgemeinbildenden Höheren Schulen, welche den Girls’ Day in einem handwerklichen, technischen oder naturwissenschaftlichen Betrieb verbringen“, den Girls’ Day JUNIOR, ein Angebot für Mädchen der 3./4. Klassen der Volksschulen und den Girls’ Day MINI für Mädchen in Kindergärten.
Zu den regionalen Programmen zählt „TEquality – Technik.Gender.Equality“, sowie die Initiative „MiT“ – Mädchen in die Technik.
Neben diesen Maßnahmen der Johannes Kepler Universität Linz forciert die Fakultät für Informatik in Wien die Gleichstellung und Förderung von Frauen und legt entsprechende Maßnahmen in ihrem Leitbild fest.

### Schweiz
In der Schweiz kann ein Schnupperstudium Informatik besucht werden, ein einwöchiger intensiver Einführungskurs in die Informatik für Frauen. Man erhofft sich so, die Frauenquote in der Informatik zu erhöhen. Neben dem Schnupperstudium gibt es noch die Initiative „Frauen in Naturwissenschaften und Technik“, welche von der Universität Freiburg angeboten wird.

### USA
Zu den überregionalen Programmen gehört das Programm „Girls Who Code“ (ein Mentoring-Boot-Camp, «Wir schaffen quasi ein Klassenzimmer in einer Technologiefirma»), sowie das Programm „Made With Code“, eine Kampagne von Google zur Begeisterung von Mädchen für ein IT-Studium.
Auch Universitäten versuchen ihren Frauenanteil durch entsprechende Maßnahmen zu erhöhen. Als Erfolgsbeispiel gilt die Carnegie Mellon University, welche zeigt, dass die Frauenquote im Informatikstudium durch entsprechende Maßnahmen signifikant gesteigert werden kann. Im Zeitraum von 1995 bis 2002 konnte dieser Anteil von 7 % auf 45 % erhöht werden. Dies wurde durch folgende Hauptmaßnahmen erreicht:
Aufgrund einer Änderung der Rekrutierung ist mittlerweile eine Inskription mit geringen Computerkenntnissen möglich. Man adaptierte das Angebot dahingehend, dass eine Grundlagenveranstaltung für Programmierung mit geringen Vorkenntnissen – zusätzlich zum bisherigen Angebot für Interessierte mit Vorkenntnissen – angeboten wird. Durch eine inhaltliche Veränderung des Studienplans sowie die Einführung von Workshops für Informatiklehrer an High Schools mit dem Ziel, Lehrer auf den „Gender Gap“ in der Informatik aufmerksam zu machen und neue Unterrichtsstrategien zu vermitteln, konnte ebenfalls die Frauenquote gesteigert werden.

## Grundlagen für eine Erhöhung des Frauenanteils

### Veränderung von Bezeichnungen
Einer der Vorschläge, um den Frauenanteil in der Informatik zu erhöhen, geht in die Richtung, durch die Veränderung von Bezeichnungen die dahinterstehenden Wertesysteme neu auszurichten. So wird beispielsweise eine wichtige Disziplin der Informatik, die Erstellung von Software, derzeit bezeichnet als Software Engineering, was bereits eine starke technische Ausrichtung andeutet. In der Ausbildungsphase schlägt sich dieser Schwerpunkt oft im verschwindend geringen Anteil an Lerninhalten nieder, die auf kommunikative Fähigkeiten abzielen. Dabei wird jedoch ignoriert, dass die gravierendsten Probleme beim Entwickeln von Software oft nicht technischer, sondern sozialer Art sind. Häufig werden im Vorfeld die Wünsche und Bedürfnisse der Auftraggeber nicht gründlich genug erforscht und formuliert, sodass die geschaffenen Produkte zwar funktionstüchtig sind, aber nicht zu den Anforderungen passen und daher mit erheblichem Aufwand verändert werden müssen. Ein Überdenken des Wertesystems, das speziell der enthaltenen Bezeichnung Engineering zugrunde liegt, könnte daher nicht nur dieses Berufsfeld für Frauen attraktiver machen, sondern von Vorteil für das Fach sein.

### Wertewandel hinsichtlich Teilzeitarbeit
Immer noch ist Teilzeitarbeit ein mehrheitlich weibliches Phänomen. Gut qualifizierte Frauen brauchen, wenn sie Mütter werden, flexible Arbeitszeiten und Kinderbetreuungseinrichtungen, deren Standort und Öffnungszeiten zum Arbeitsplatz passen. Ein Grund dafür, dass es daran immer noch mangelt, könnte sein, dass Teilzeitarbeit im Vergleich zur Vollzeitarbeit immer noch ein geringeres Ansehen genießt, da “… the popular image of a serious professional still evokes a full-time worker who keeps his or her domestic and business worlds completely separate.” (Janet Abbate, deutsch: „… das gängige Bild einer akademischen Fachkraft sich immer noch auf eine Vollzeitkraft bezieht, die ihre private und ihre berufliche Sphäre völlig voneinander getrennt hält.“) Ein Wertewandel könnte dazu führen, dass familienfreundliche Maßnahmen im akademischen Bereich zur Norm werden.

### Anforderungen an Unternehmen
In einer Studie von 2013 fand die Unternehmens- und Strategieberatung McKinsey & Company heraus, dass die Unternehmenskultur und darin eingebettete Faktoren (wie vorherrschende Führungsstile, das Streben des Unternehmens nach „Gender Diversity“ und Performance-Modelle) das Vertrauen von Frauen in deren beruflichen Erfolg doppelt so stark beeinflussen wie individuelle Faktoren (wie etwa Ambitionen; die Bereitschaft, Opfer zu bringen oder individuelle Aktionen, um eine Beförderung zu begünstigen). So kam die Studie zu dem Schluss, dass knapp über die Hälfte der männlichen Befragten zu viele Initiativen (wie für Recruitment und Weiterentwicklung) des Unternehmens zur Förderung von Frauen als unfair erachten.

### Frauennetzwerke
Für Frauen in Männerdomänen sind unterstützende Personen in ihrer Umgebung von großer Bedeutung. Neben einem positiv eingestellten familiären und beruflichen Umfeld ist hier die Mitgliedschaft in einem Netzwerk zu nennen sowie
“the value of efforts such as conferences and mentoring programs that broaden and internationalize women’s support networks.” (Janet Abbate, deutsch: „die Bedeutung von Anstrengungen wie Tagungen und Mentorinnenprogrammen, die die Unterstützung durch Frauennetzwerke auf eine breitere und länderübergreifende Basis stellen.“)

### Wissenschaftliche Auseinandersetzung mit Frauen in der Informatik
Es ist von großer Bedeutung, „dass die tiefer liegenden Ursachen und Zusammenhänge anerkannt werden und curriculare Veränderungen wissenschaftlich kompetent begleitet werden müssen.“

## Ausstellungen
- 2015/2016: Am Anfang war Ada. Frauen in der Computergeschichte., Heinz Nixdorf MuseumsForum. Anlässlich des 200. Geburtstages von Ada Lovelace.[127] „Die Ausstellung setzt die Entwicklung der Informationstechnik ins Verhältnis zu den weiblichen Rollenbildern des 19. und 20. Jahrhunderts.“[128]

## Spielfilm
- Hidden Figures – Unerkannte Heldinnen, Filmbiografie von Theodore Melfi, USA 2016: über drei afroamerikanische Mathematikerinnen, die eine bedeutende Rolle beim Aufbau der NASA gespielt haben